# Mas-Kom-Yah
Mas-Kom-Yah ist ein Theaterstück, das vom späteren Istanbuler Bürgermeister, türkischen Premierminister und Präsidenten Recep Tayyip Erdoğan 1975 nach der Vorlage des Buches Kızıl Pençe („Rote Kralle“) des islamistischen Predigers Mustafa Bayburtlu geschrieben wurde. Der Name Mas-Kom-Yah bildet sich aus der Abkürzung für Mason, Komünist ve Yahudi („Freimaurer, Kommunist und Jude“).

## Handlung
Der nicht religiöse Fabrikant Ayhan Bey schickt seinen Sohn zur Ausbildung ins Ausland. Jahre später kehrt der Sohn, vom muslimischen Glauben abgefallen, zurück in die Türkei. Daraufhin entzweien sich Ayhan Bey und sein Sohn. Zur gleichen Zeit begehren die Arbeiter der Fabrik auf und übernehmen den Besitz Ayhan Beys. Dabei werden sie von einem jüdischen Arbeiter aufgewiegelt, der sich als türkischer Muslim ausgibt. Der in dem Stück als äußerst bösartig dargestellte Rädelsführer stachelt seine Kollegen schließlich zum Mord an Ayhan Bey an.

## Aufführung
Erdoğan, der das Stück geschrieben hatte, wirkte auch für die Aufführung als Regisseur und Schauspieler mit. Dabei übernahm er die Rolle des Fabrikantensohnes. Das Stück wurde von 1975 bis zum Militärputsch 1980 landesweit aufgeführt.

## Kritik
Das deutsche Nachrichtenmagazin Der Spiegel bezeichnet das Theaterstück 2012 in einem Artikel als antisemitisch und warf Erdoğan vor, Theater unter propagandistischen Aspekten zu verstehen und als Ministerpräsident Theaterarbeit zu behindern, weil Theater und Bühnen in der heutigen Republik Türkei zum Teil liberale und säkulare Bastionen der Gesellschaft seien.